# کریس کولفر
کریستوفر "کریس" پل کولفر (به انگلیسی: Christopher Paul "Chris" Colfer) (متولد ۲۷ مه ۱۹۹۰) خواننده، بازیگر، نویسنده و تهیه‌کننده آمریکایی است که علت شهرت وی ایفای نقش کرت همل در سریال گلی می‌باشد.

## زندگی شخصی
کولفر در مصاحبه ای با چلسی هندلر در دسامبر ۲۰۰۹ اظهار داشت که همجنس‌گرا است. او از سال ۲۰۱۳ با بازیگر و تهیه‌کننده ویل شرود رابطه داشته‌است.
کولفر در برنامه چت بریتانیایی جمعه شب با جاناتان راس در ژوئن ۲۰۱۰ همراه با همبازی‌هایش در گلی امبر رایلی و متیو موریسون ظاهر شد. او مهارت خود را با یک جفت سای نشان داد و فاش کرد که یک جفت را در ای‌بی خریده و مرتباً در تریلر خود تمرین می‌کند. او همچنین اشاره کرد که اگر سای او بتواند در قسمتی از گلی کار کند، دوست دارد. آنها برای اولین بار در فصل ۳ قسمت " من تک شاخ هستم "، در هنگام اجرای شخصیت کولفر، کرت هومل، "من بزرگترین ستاره هستم" از موزیکال دختر خنده دار ظاهر شدند.

### بشردوستی
کولفر از حامیان فعال کمپین پروژه بهتر می‌شود و پروژه ترور است و پس از پخش قسمت تاکنون بوسیده نشده "گلی یک ویدیوی پروژه بهتر می‌شود ایجاد کرد و جایزه گلدن گلوب خود را در سال ۲۰۱۱ به کودکان قلدری در جوامع LGBTQ تقدیم کرد.
در سال ۲۰۱۳، کولفر یک اعلان خدمات عمومی (PSA) را با المو در مورد ضد قلدری برای Sesame Street در جوامع فیلمبرداری کرد ، [۵۸] و در دوره‌ای از نیرو به نفع بنیاد Make-A-Wish شرکت کرد . [۵۹] در سال ۲۰۱۴، او در PSA دربارهٔ اجازه دهید دختران یاد بگیرند، که توسط آژانس توسعه بین‌المللی ایالات متحده ارائه شد، شرکت کرد. در شب بازی هالیوود، به میزبانی جین لینچ، همبازی گلو، کولفر ۶۰۰۰ دلار برنده شد و آن را به بنیاد Make-a-Wish آمریکا اهدا کرد.
کولفر در سال‌های ۲۰۱۳ و ۲۰۱۴ رئیس مشترک حزب جایزه اسکار بنیاد ایدز التون جان بود. او یکی از اعضای ائتلاف قیام عشق است، سازمانی که از امنیت و حیثیت لزبین‌ها، همجنس‌گرایان، دوجنس‌گرایان، ترنس‌جنس‌ها و بِیناجنس‌ها حمایت می‌کند.

## زندگی و آموزش
کریس در شهر کلوویس در ایالت کالیفرنیا به دنیا آمد. او پسر کارین کالفر و تیم کالفر است و اصل و نسبی ایرلندی دارد به‌طوری‌که خود اظهار داشته"من خیلی ایرلندیم، خانواده‌ام هم خیلی ایرلندیند و در عید سنت پاتریک خانه‌ام خیلی شلوغ می‌شود.

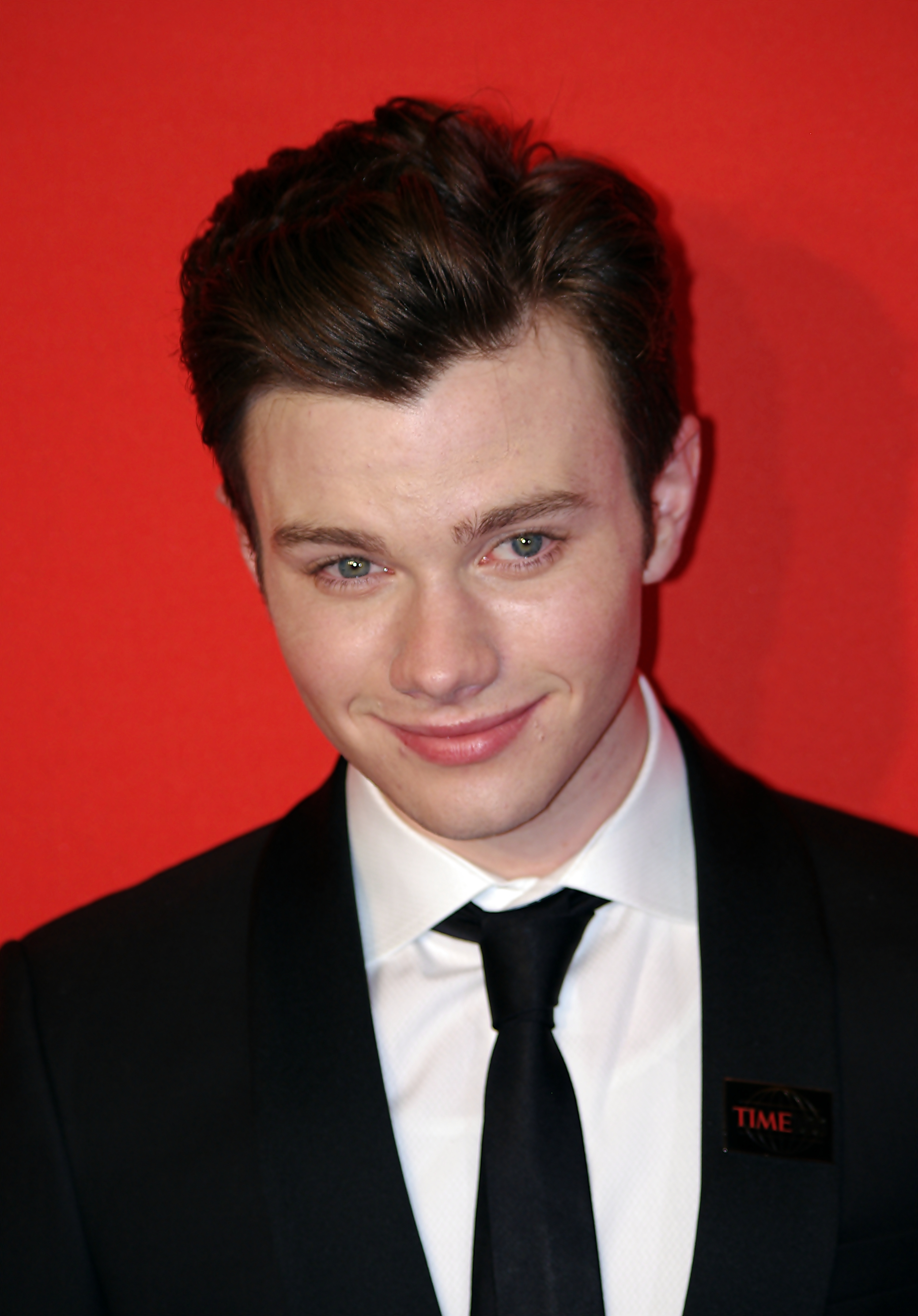

"او برای نصف سال هفتم و هشتم به خاطر موارد بسیاری آزار و اذیت دیدن در مدرسه تحصیلاتش را در خانه انجام داد. او دانش آموز دبیرستان شرقی کلوویس بود و در آنجا در بسیاری از برنامه‌های سخنرانی و بحث شرکت کرد و توانست جایزه‌های بسیاری در این مورد کسب کند. او مقام نهم مسابقه تفسیر دراماتیک را در ایالت و همچنین جایزه‌هایی از " کلاب درام " و " FFA " کسب کرد. او در مدرسه رئیس باشگاه نویسندگان و سردبیر مجله ادبی مدرسه بود. او در دبیرستان نمایشی الهام گرفته از " سووینی تاد " به نام "شرلی تاد" را نوشت و کارگردانی کرد که در آن همه در نقش خود جنسیتی معکوس داشتند. تجربه‌ای که از این نمایش به دست آورد بعداً به او در بازی در نقش خود در سریال "گلی کمک کرد. زمانیکه معلمان مدرسه شانس خواندن آهنگ " جاذبه هجوم آورنده " در موزیکال "ویکد (داستانی ناگفته از جادوگران شهر اُز) "را به خاطر اینکه این آهنگ به‌طور کلی برای زنان نوشته شده به وی ندادند مادر بزرگش به او اجازه داد این آهنگ را در کلیسایش بخواند.
او یک جایزه گلدن گلوب برنده شده و نامزد دو جایزه امی گشته‌است. او همچنین نویسنده کتاب "طلسم آرزو" ("سرزمین قصه ها") (Wishing Spell (The Land of Stories و فیلم‌نامه فیلم اصابت رعد و برق (struck by lightning) است
کولفر در تایم ۱۰۰ مجله تایم جزو یکی از صد فرد تأثیرگذار دنیا در سال ۲۰۱۱ بود. بیشتر مردم بر این اعتقاد دارند که کولفر از ضریب هوشی بالایی برخوردار است.